# Evolvulus choapanus
Evolvulus choapanus là một loài thực vật có hoa trong họ Bìm bìm. Loài này được McDonald mô tả khoa học đầu tiên năm 1988.